# Distretto di El Aouana
Il distretto di El Aouana è un distretto della provincia di Jijel, in Algeria.

## Comuni
Il distretto di El Aouana comprende 2 comuni:
- El Aouana
- Selma Benziada